# تحصیل هارون‌آباد
تحصیل هارون‌آباد (به انگلیسی: Haroonabad Tehsil) یک تحصیل در پاکستان است که در پنجاب واقع شده‌است. تحصیل هارون‌آباد ۷۷۲ کیلومتر مربع مساحت دارد.